# Franska befrielseorden

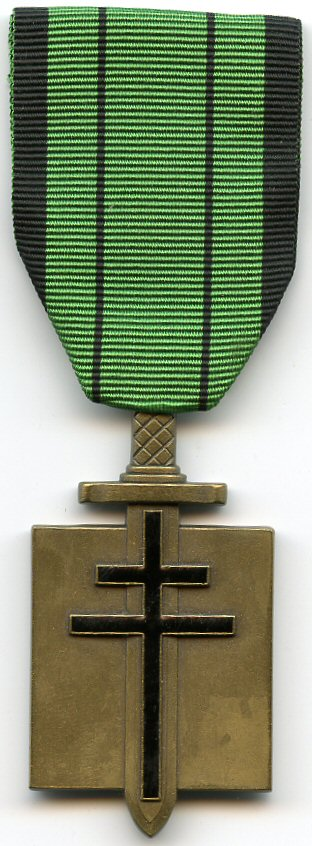
Franska befrielseorden.

Franska befrielseorden (franska: L'Ordre de la Libération) är en fransk medalj som delades ut till soldater som deltog i befrielsen av Frankrike under andra världskriget. Utmärkelsen är den finaste franska orden efter Hederslegionen delades bara ut till ett litet antal personer och militära enheter.
Orden instiftades 16 november 1940 av Charles de Gaulle och erhöll ordonnans som den näst främsta orden 7 januari 1944.